# Aristide Bancé
Pour les articles homonymes, voir Bancé.
Aristide Bancé, né le 19 septembre 1984 à Abidjan, est un ancien footballeur international burkinabé. Il évoluait au poste d'avant-centre.
Il est actuellement l'entraîneur adjoint du club ivoirien Williamsville Athletic Club.

## Biographie

### Enfance, formation et débuts
Aristide Bancé a commencé sa carrière à Williamsville dans la commune d'Adjamé, oú il a grandi. Là, il a joué dans plusieurs clubs du quartier et a même été entraîné par Mangué Cissé, père de l'ex-international français Djibril Cissé.
Il poursuit sa progression jusqu'à la Ligue 1 ivoirienne, et avec l'avènement de la crise politique-militaire que connaît la Côte d’Ivoire en 2002, Aristide Bancé et sa famille se retrouvent au Burkina Faso. C'est là que le jeune colosse attaquant retrouve un club burkinabé avant de s'envoler pour la Belgique.

### Carrière
Il participe à la Coupe du monde des moins de 20 ans en 2003, atteignant la phase des huitièmes de finale. 
Le 8 février 2019, il rejoint l'USFA de Ouagadougou jusqu'au 31 décembre 2019.
En 2021, il est nommé Team manager de l'équipe nationale du Burkina Faso.

## Palmarès

### En club
- FSV Mayence 05
  - Vice-champion de 2. Bundesliga en 2009

- HJK Helsinki
  - Champion de Finlande en 2014
  - Vainqueur de la Coupe de Finlande en 2014 (en)

### En sélection
- Équipe du Burkina Faso
  - Finaliste de la Coupe d'Afrique des nations en 2013